# Военна история на България
Военната история на България може да бъде условно разделена на 6 големи периода на базата на развитието на българската войска от древността до наши дни: военна история на българските земи от древността до падането под османска власт (1396), въоръжени борби за освобождение (1396 – 1878), военна история от Освобождението до края на Първата световна война (1878 – 1919), военна история на България от края на Първата световна война до края на Втората световна война (1919 – 1945), история на Българската народна армия (1945 – 1989), съвременна история на Българската армия.
Военната история на България е неразделно свързана с военното дело както на днешните българи, така и на съставящите ги етнически елементи: траки, славяни и прабългари.

## Военна история на българските земи от древността до падането под турска власт
Този период обхваща военната история на траки, славяни от българската група и прабългари, както и държавите, основани от прабългарите, а именно Царство Балхара, Велика България, Волжка България, Куберова България и Дунавска България (Първа и Втора българска държава). Най-характерни за периода са десетките българо-византийски войни.